# Fatou Bensouda
Fatou Bom Bensouda, född Nyang den 31 januari 1961 i Banjul, Gambia, är en gambisk jurist och internationell straffrättslig åklagare. Hon utsågs 12 december 2011 till chefsåklagare vid Internationella brottmålsdomstolen (ICC) i Haag under tidsperioden 15 juni 2012 – 15 juni 2021. Hon började sin karriär i ICC som biträdande åklagare 2004 och innan dess var hon juridisk rådgivare och advokat vid Internationella Rwandatribunalen (ICTR). Time listade henne som en av värdens 100 mest inflytelserika personer 2012 och 2017.
Bensouda var mellan den 2 september 2020 och den 2 april 2021 svartlistad av den federala regeringen i USA, vilket innebar att inga amerikanska medborgare, företag eller statliga organisationer fick ha samröre med henne. Åtgärden ansågs vara en repressalie efter att hon öppnat upp för att driva rättsprocesser med anledning av kriget i Afghanistan, inklusive att utreda övergrepp av amerikansk militär. USA:s agerande möttes av protester från EU och andra länder liksom ett fördömande från ICC.
Hon är gift med den gambisk-marockanske finansmannen Philip Bensouda, och de har tre barn tillsammans.

## Biografi

### Uppväxt och utbildning
Bensouda växte upp i en polygam familj i Gambia. Fadern var gift med två kvinnor och arbetade som chaufför och nationellt känd brottningspromotor. Hon växte upp i en stor syskonskara om mer än tolv barn. Under barndomen bevittnade hon polisens ointresse att involvera sig i fall som gällde våld i nära relationer. Hon reagerade starkt och ser erfarenheten som en orsak till att hon valde att studera juridik.
Fadern insisterade på att det var viktigt att hans döttrar skulle få en bra utbildning. Hon berättade för the Guardian att hon brukade smyga iväg från gymnasielektionerna för att sitta som åhörare i domstolen. Bensouda har en bachelorexamen i juridik från OAU (Obafemi Awolowo University) i Ilé-Ifẹ̀, Nigeria, en juristexamen från Nigerian Law School och erhöll 1991 en master i internationell marinrätt från det internationella marinrättsuniversitetet (International Maritime Law Institute, IMLI) på Malta.

### Politisk karriär i Gambia
Bensoudas politiska karriär började med att hon blev utsedd till juridisk rådgivare i hemlandet 1987 och avancerade till biträdande chefsåklagare i och juridisk chefsrådgivare efter Yahya Jammehs oblodiga statskupp 1994. Hon valdes till justitieminister mellan 1998 och 2000. Efter tiden som politiker jobbade hon som jurist i ett par år, först med egen firma och sedan för en bank.

### Karriär i ICTR och ICC
Hennes internationella tjänstemannakarriär började i rollen som juridisk rådgivare och advokat i Internationella Rwandatribunalen. Karriären fortsatte i rollen som juridisk chefsrådgivare för ICTR mellan 2002 och 2004. Den 8 augusti 2004 valdes hon till biträdande åklagare med bred majoritet av ICC:s medlemmar och svors in 1 november 2004. Den 12 december 2011 valdes hon som efterträdare till domstolens chefsåklagare Luis Moreno-Ocampo med mandat från 15 juni 2012 till 15 juni 2021. Bensouda blev den andra personen att inneha ämbetet och postens första kvinna och afrikan. Under hennes mandatperiod har åklagarkammaren lett fler åtal till fällande dom jämfört med under Moreno-Ocampos ledning. En del av förklaringen är enligt Financial times att man tagit sig an mer fördelaktigt upplagda fall.

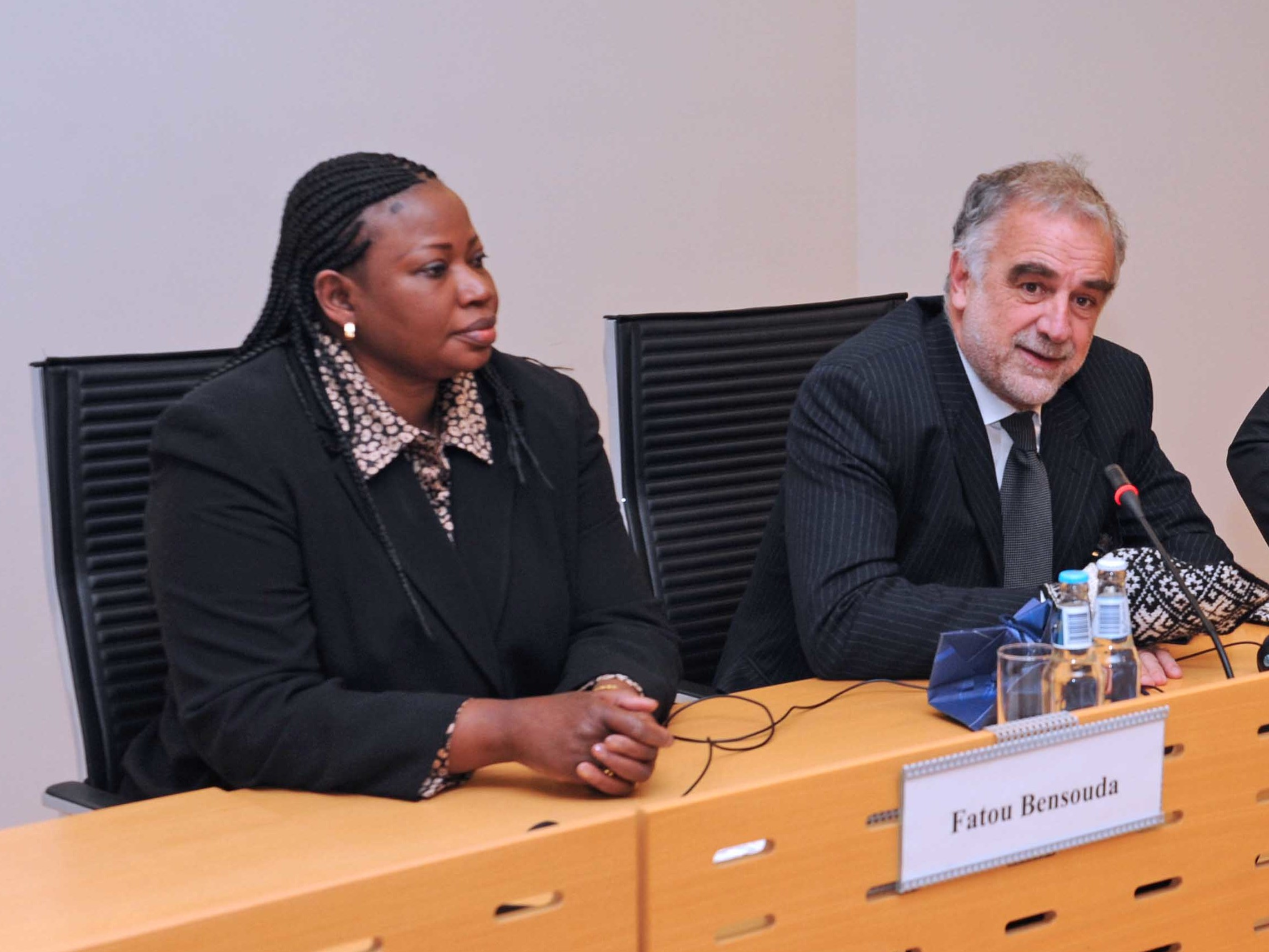
Bensouda och Moreno-Ocampo

#### Rättegångar mot Jean-Pierre Bemba Gombo
Hon var huvudansvarig åklagare i två mål mot Jean-Pierre Bemba, född 4 november 1962 i Bokada i Équateurprovinsen i Centralafrikanska republiken (CAR). Det är ett mål där Bemba är den ende tilltalade för krigsbrott och människorättsbrott som påstås ha begåtts mellan 25 oktober 2002 och 15 mars 2003 tillsammans med soldater i CAR:s armé. Rättegången mot Bemba inleddes den 12 januari 2009 av Fatou Bensouda med ett starkt inledningsanförande och han dömdes initialt till 18 månaders fängelse i juni 2016. Bemba åtalades också tillsammans med påstådda medkonspiratörer för folkrättsbrott och dömdes initialt till 1 års fängelse och böter i mars 2017, efter att målet passerat appellationskammaren och överlämnats tillbaka till lägre instans fastslogs domen och han släpptes på grund av avtjänad tid. Bemba lyckades bli frikänd i appellationskammaren efter att ha överklagat 18-månadersstraffet och lämnade därefter i mars 2019 in en stämningsansökan enligt artikel 85 för att få ut kompensation för den långa häktningstiden.

#### Övriga fall
Bensouda var också ansvarig för åtalet mot Bosco Ntaganda, en medlem av FPLC-gerillan i Kongo-Kinshasa som överlämnade sig till domstolen 2013 efter flera år av efterlysning och dömdes 2019 till 30 års fängelse för flera fall av mord, folkrättsbrott och människorättsbrott. Rättegången mot Laurent Gbagbo och Charles Blé Goudé, två politiker från Elfenbenskusten, för påstådda brott mot mänskligheten i samband med oroligheter efter valet 2010 slutade med en friande dom 2019 som Bensouda har överklagat. År 2016 vann hon rättegången mot tuaregledaren Ahmad Al Faqi Al Mahdi, som fick nio års fängelse för destruktion av historiska och religiösa monument i Timbuktu, Mali. Rättegången mot Al Hassan Ag Abdoul Aziz Ag Mohamed Ag Mahmoud för krigsbrott och människorättsbrott i samma konflikt påbörjades i juli 2020. Under förberedande är även processen mot Alfred "Rambo" Yekatom och Patrice-Edouard Ngaïssona för folkrättsbrott och krigsbrott begångna i Centralafrikanska republiken mellan 2013 och 2014. Förhandlingarna är satta att börja i februari 2021, några månader innan hennes mandatperiod tar slut.
Hon har sökt och fått arresteringsordrar utfärdade mot bland andra:
- Den libyske före detta generalen Al-Tuhamy Mohamed Khaled för flera fall av tortyr[26]
- Abdallah Banda, en medlem av Zaghawa-stammen för krigsbrott begångna under en attack mot fredsbevarande styrkor i Darfurprovinsen.[27]
- Den libyske majoren Mahmoud Mustafa Busayf Al-Werfalli för 43 fall av mord som krigsbrott.[28]
- Sudanesen Ali Muhammad Ali Abd–Al-Rahman för människorättsbrott och folkrättsbrott begångna i Darfur.[29]

### Konflikt mellan ICC och USA

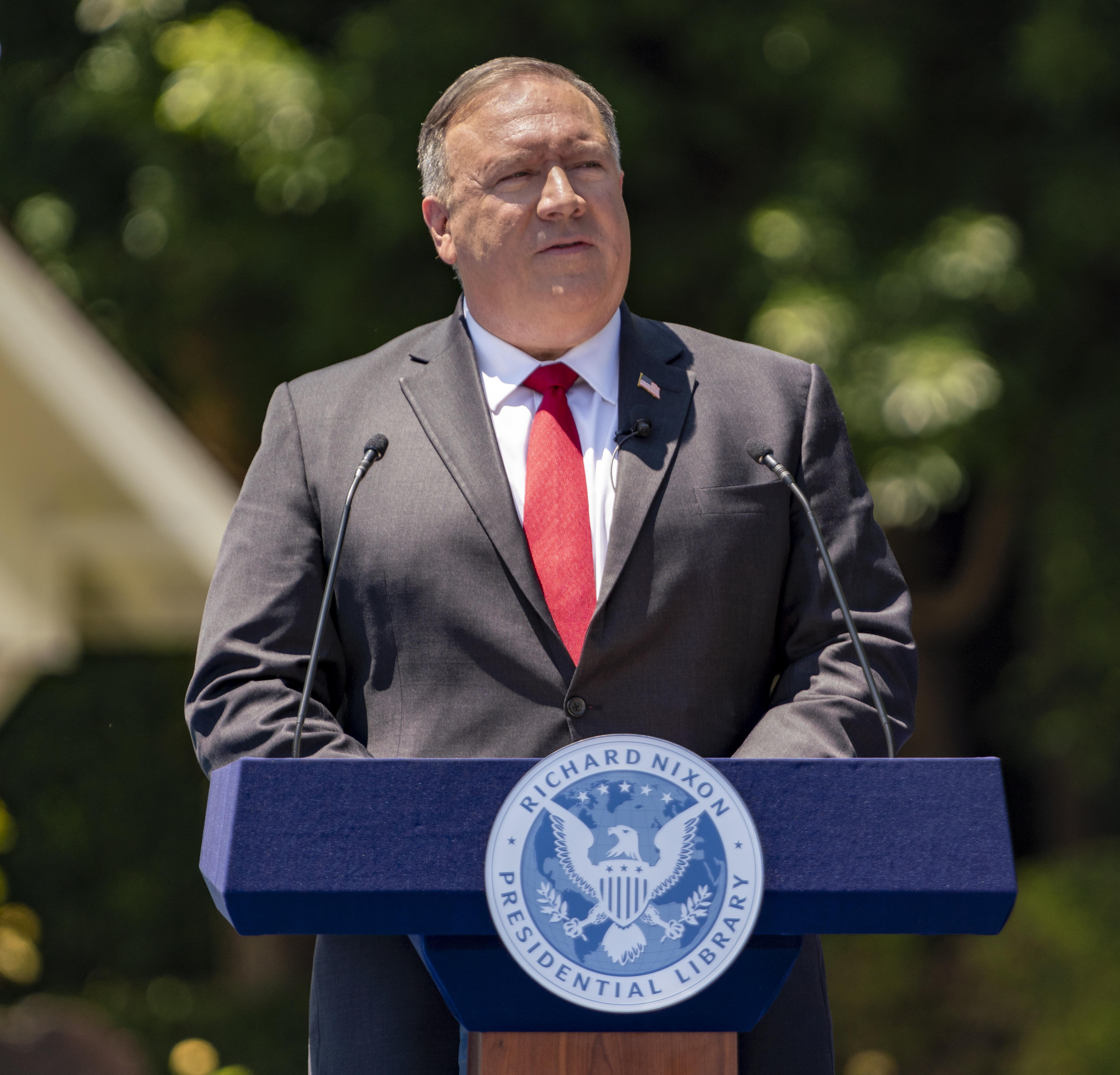
Mike Pompeo - USA:s dåvarande utrikesminister

Bensouda valde 2017 att öppna upp för utredningar och åtal mot krigsförbrytelser i samband med konflikten i Afghanistan, inklusive åtal mot talibaner och afghanska säkerhetsstyrkor såväl som amerikansk militär och tjänstemän i amerikansk underrättelsetjänst. John Bolton har hävdat att ICC saknar jurisdiktion eftersom USA inte har skrivit under romstadgan, men Bensouda menar att det räcker med att Afghanistan, där eventuella brott kan ha begåtts, är medlem sedan 10 februari 2003. Efter att hennes visum till USA dragits in och fler sanktioner var under förberedande varnade Bensouda USA för uppenbara försök att hindra domstolens oberoende och tillade att en attack mot ICC representerar också i förlängningen en attack mot offer för övergrepp och krigsbrott.
Den 5 mars 2020 gav domstolen Bensouda klartecken att utreda eventuella krigs- och folkrättsbrott begångna i Afghanistan efter 1 maj 2003. I juni gick 67 länder ihop i ett upprop lett av Costa Rica och Schweiz för att försvara ICC mot USA och Bensouda från nya ekonomiska sanktioner, medlemmarna inkluderade Kanada, Storbritannien och Sydafrika. Den 2 september 2020 blev hon svartlistad av den federala regeringen, vilket innebar att inga amerikanska medborgare, företag eller statliga organisationer fick ha samröre med henne. I samband med svartlistningen kallade USA:s utrikesminister Mike Pompeo ICC för en genomgående trasig och korrupt institution och varnade för att USA inte kommer att tolerera dess illegitima försök att hävda jurisdiktion över amerikanska medborgare.
Den 2 april 2021 meddelade USA:s utrikesminister Antony Blinken att man hävt sanktionerna med hänvisning till att de varit otillbörliga och ineffektiva.

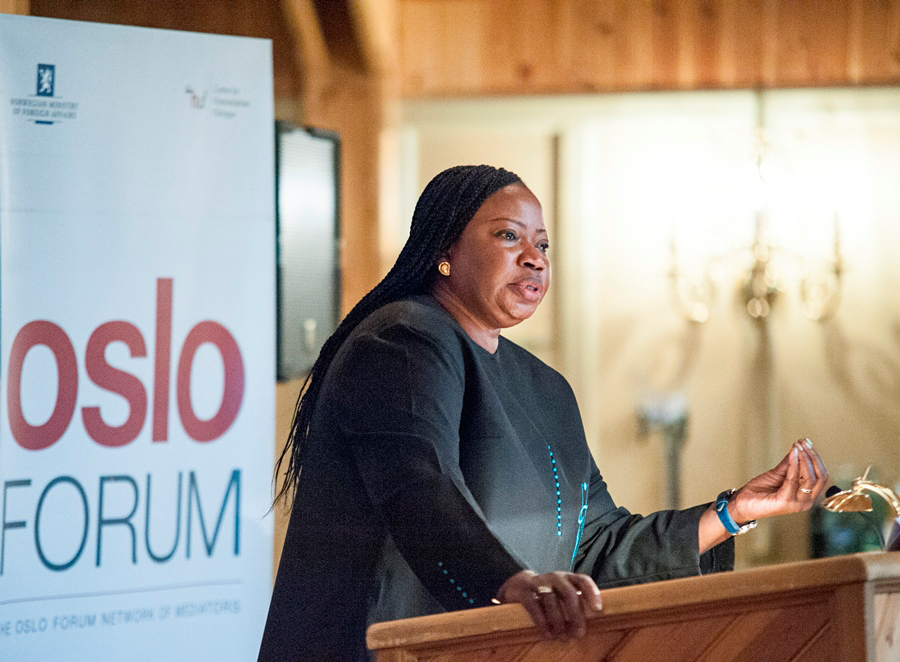
Tal vid Oslo-Forum 2014

## Erkännande och kritik

### Utmärkelser
Hon har belönats med internationella juristpriset 2009 av Internationella Juristkommissionen och utnämndes till en av värdens 100 mest inflytelserika personer 2012 och 2017 av tidskriften Time. Första gången med motiveringen "en ledande röst som sätter press på stater att stödja kampen för rättvisa". New african magazine nämnde henne som en av de mest inflytelserika afrikanerna och Foreign Policy som en ledande global tänkare 2013. Hon har erhållit titeln hedersdoktor upprepade gånger och är hedersmedlem av American Society of International Law sedan 2014.

### Kritik
Der Spiegel anklagade i oktober 2017 Bensouda och två kollegor för osjälvständigt agerande och otillbörligt samröre med hennes föregångare Luis Moreno-Ocampo. Det påstods att hon återkommande sökt stöd för sina beslut på ett sätt som gjorde att Moreno-Ocampo hade ett större inflytande över hennes fall än vad som var lämpligt för en före detta medlem av åklagarkammaren.